# Liste der guatemaltekischen Botschafter in Frankreich
Der Botschafter Guatemalas in Frankreich hat seinen Dienstsitz in der Rue Villebois-Mareuil in Paris.
| Ernennung/Akkreditierung | Name                         | Bemerkungen                                                           | Posten verlassen |
| ------------------------ | ---------------------------- | --------------------------------------------------------------------- | ---------------- |
| 1854 Juni 3.             | Ezequiel Rojas               | , Geschäftsträger                                                     |                  |
| 1857                     | Juan de Francisco Martin     | (* 1799; † 1869)                                                      | 1859             |
| 1902                     | Enrique Gómez Carrillo       | (* 27. Februar 1873 in Guatemala-Stadt; † 29. November 1927 in Paris) |                  |
| 1923                     | Adrian Recinos               | (* 5. Juli 1886 in Huehuetenango; † 8. März 1962 in Guatemala-Stadt)  |                  |
| 1953 April 24.           | José Luis Aguilar de León    |                                                                       |                  |
| 1960                     | Colonel Luís Urrutia de León | [ 2 ]                                                                 |                  |
| 1961                     | Hugh Ian McGarvie-Munn       |                                                                       | 1966             |
| 1966                     | Miguel Ángel Asturias        |                                                                       |                  |
| 1972 Oktober 4.          | Salvador Ortega              |                                                                       |                  |
| 1981                     | Guillermo Putzeys Alvarez    | († 1994)                                                              | 1983             |
| 2008                     | Anamaría Diéguez Arévalo     |                                                                       |                  |
| 2010                     | Anaisabel Prera Flores       |                                                                       |                  |